# Beibeilong

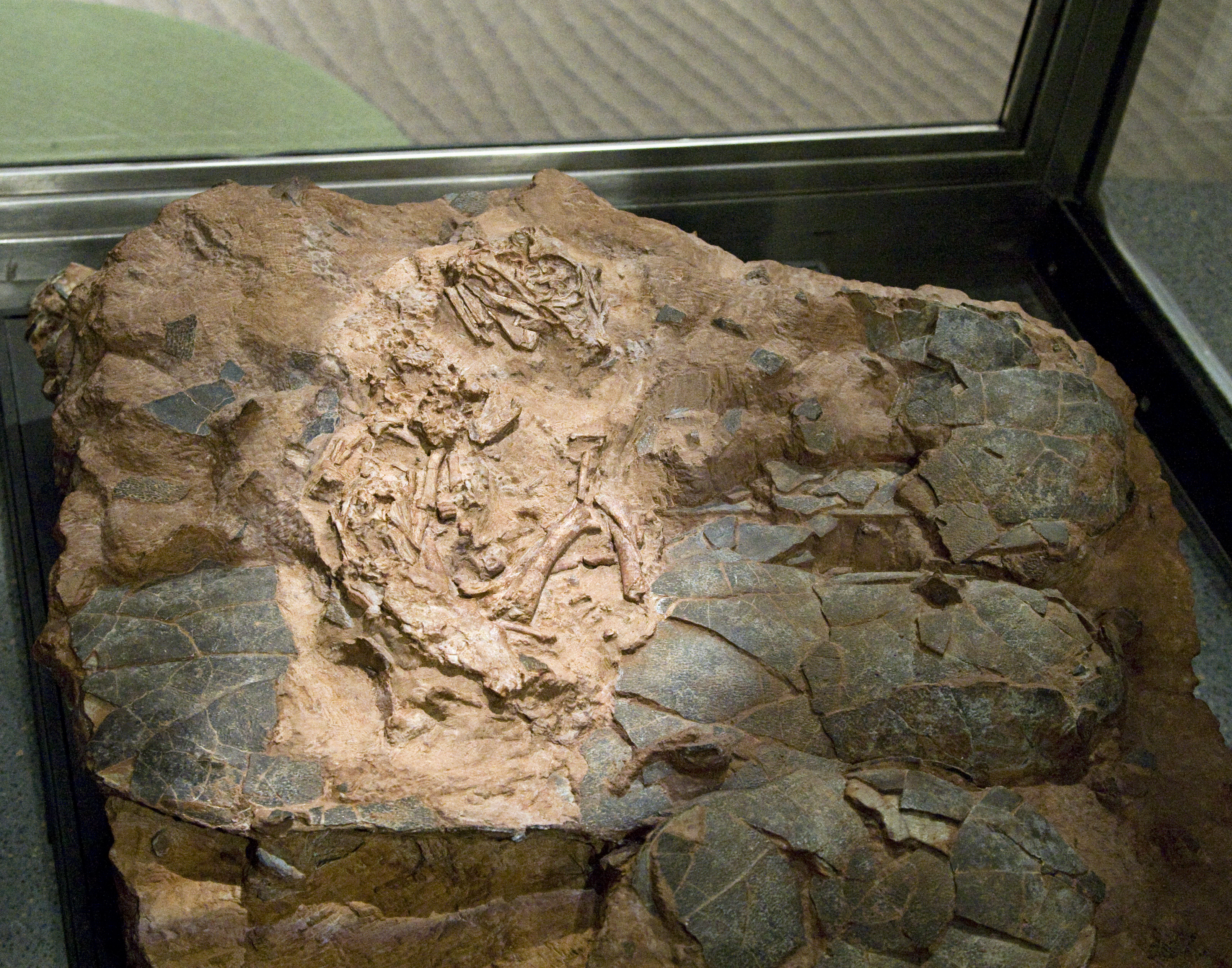
Baby Louie in Chicago

Beibeilong sinensis is een theropode dinosauriër, behorend tot de Maniraptora, die tijdens het late Krijt leefde in het gebied van het huidige China.
Beibeilong werd in 2017 benoemd op basis van een zeer jong dier of embryo aangetroffen op een nest fossiele eieren.

## Vondst en naamgeving
In december 1992 vond Zhang Fencheng in westelijk Henan bij het dorp Zhaoying nabij Yangcheng, Xixia, een nest gefossiliseerde dinosauriëreieren met daarop het skelet van een net uitgekomen jong. Met behulp van plaatselijke boeren groef hij dat op tot in begin 1993. Zhang was geen paleontoloog maar een stroper van fossielen en midden 1993 had het stuk via de illegale fossielenhandel zijn weg gevonden naar de Verenigde Staten van Amerika waar het aangekocht werd door The Stone Company van Charles Magovern, een handel in mineralen en fossielen. Het bedrijf maakte geen geheim van de vondst. Magovern prepareerde het fossiel gedurende zevenhonderd uur en liet het tentoonstellen. Men dacht dat het jong een embryo was dat tevoorschijn kwam toen de eierschalen verwijderd werden. In 1995 stelde Philip John Currie dat het een lid van de Therizinosauria betrof, indertijd de enige bekende groep die een reusachtige omvang paarde aan een korte kop. Collega Kenneth Carpenter was daar niet zo zeker van. Het tijdschrift National Geographic liet beeldhouwer Brian Cooley een levensgroot model maken van hoe het dier er in een opengewerkt ei uit zou hebben gezien. Een foto hiervan, gemaakt door Louis Psihoyos, werd op de omslag van het meinummer van 1996 gezet. De afbeelding zou talloze malen in illustraties en modellen geïmiteerd worden. Magovern gaf hierop het jong de bijnaam Baby Louie. Het stuk werd in 2001 verworven door The Children's Museum of Indianapolis. Dat instituut kon niet openlijk illegale goederen in de expositie opnemen en maakte bekend het uiteindelijk aan de Chinese staat te zullen retourneren. Het werd in december 2013 naar het Henan Geological Museum overgebracht. In 2015 lukte het een Chinees-Amerikaans team de precieze vondstlocatie te bepalen bij welke gelegenheid ook meer eieren werden gevonden. Peter Makovicky had al eerder vastgesteld dat het om een lid van de Oviraptorosauria ging aan hand van een stuk verschoven onderkaaksbeen. Het werd na 2007 vermoed dat de eieren die van Gigantoraptor waren maar nader onderzoek wees uit dat het om een nog onbekende soort ging.

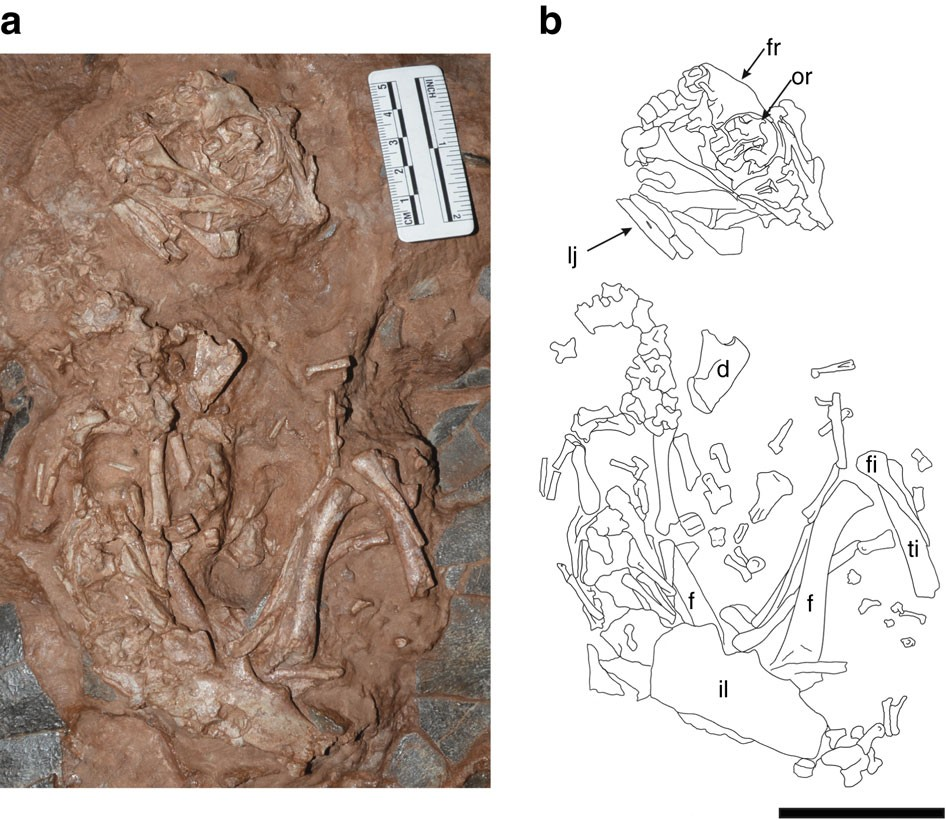
Diagram van het holotype

In 2017 benoemden en beschreven Pu Hanyong, Darla K. Zelenitsky, Lü Junchang, Philip John Currie, Kenneth Carpenter, Xu Li, Eva B. Koppelhus, Jia Songhai, Xiao Le, Chuang Huali, Li Tianran, Martin Kundrát en Shen Caizhi de typesoort Beibeilong sinensis. De geslachtsnaam is een combinatie van het Chinees beibei, "baby", een verwijzing naar de bijnaam, met long, "draak". De soortaanduiding verwijst naar de herkomst uit China.
Het holotype, HGM 41HIII1219, is gevonden in een laag van de Gaogouformatie die dateert uit het Cenomanien-Turonien. Het bestaat uit een vrij compleet en in verband liggend skelet met schedel van een zeer jong dier, gelegen op een nest van vermoedelijk acht eieren. Het is van die laatste niet losgemaakt. De staart ontbreekt grotendeels en van de voeten is slechts een zestal teenkootjes bewaardgebleven. Hoewel het skelet aan een embryo zou kunnen toebehoren — hierop wijst de positie van het hoofd, met de kin op de borst — moet het al voor het fossiliseringsproces begon uit het ei gewerkt zijn. Het skeletje ligt haaks op de andere eieren. Binnen drie andere eieren van het nest zijn ook botjes vastgesteld.

## Beschrijving

### Grootte en onderscheidende kenmerken
Het skeletje heeft een bewaarde lengte van drieëntwintig centimeter van de snuit tot de staartbasis. Het zou, met een gebogen staart, makkelijk binnen een van de langwerpige eieren gepast hebben die een lengte bezitten van veertig centimeter. Hoe groot het volwassen dier werd, is onzeker. Het eiertype werd toegewezen aan reusachtige oviraptorosauriërs en een gewicht werd geschat van 1100 kilogram. Gigantoraptor is een acht meter lang. Daarbij moet echter bedacht worden dat de grootste gevonden eieren van dit type eenenzestig centimeter lengte hadden. Als die van een acht meter lange oviraptorosauriër zijn, werd Beibeilong een meter of vijf.
De beschrijvers wisten enkele onderscheidende kenmerken vast te stellen. De uitholling rond de fenestra antorbitalis wordt begrensd door een scherpe richel aan de onderzijde die naar voren en dan schuin naar boven en achteren doorloopt in een richel langs de voorste bovenrand. De beenwand van het bovenkaaksbeen beneden de fenestra antorbitalis springt naar binnen in. De achterste bovenrand van het traanbeen wordt overlapt door het voorhoofdsbeen. Aan de achterzijde van de onderkaak bevindt zich een sterk ontwikkeld retroarticulair uitsteeksel met een opvallend hol achterste facet, dat ongeveer even hoog als breed is. Het voorblad van het darmbeen is langer dan het achterblad. Het achterblad van het darmbeen is afgeknot of althans breed afgerond. De voorste trochanter van het dijbeen is zwak ontwikkeld. Natuurlijk is het lastig te bepalen of deze kenmerken werkelijk onderscheidend zijn dan wel samenhangen met de jonge leeftijd van het exemplaar. Dat geldt vooral voor de eigenschappen van het darmbeen en het dijbeen.

### Skelet

#### Schedel

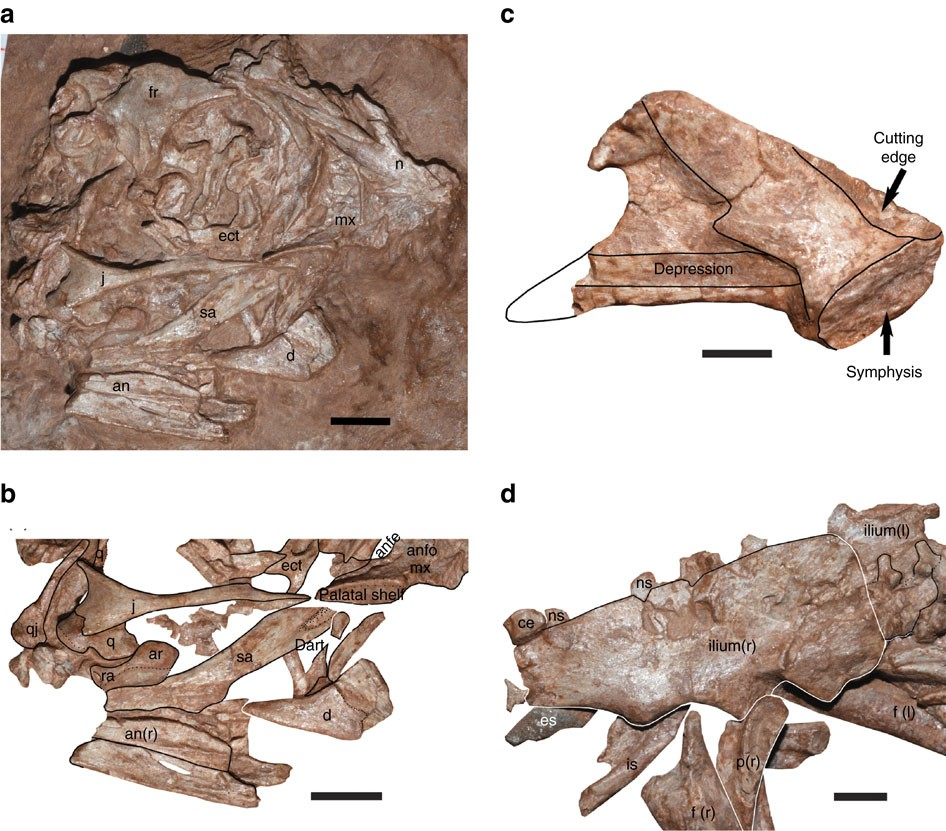
Details van de kop en rechtsonder het darmbeen

De schedel heeft een lengte van zesenzestig millimeter. Het kopje heeft eigenschappen die duidelijk het gevolg zijn van een geringe rijping, zoals een grote relatieve omvang, een bol schedeldak, grote ogen en een korte snuit.

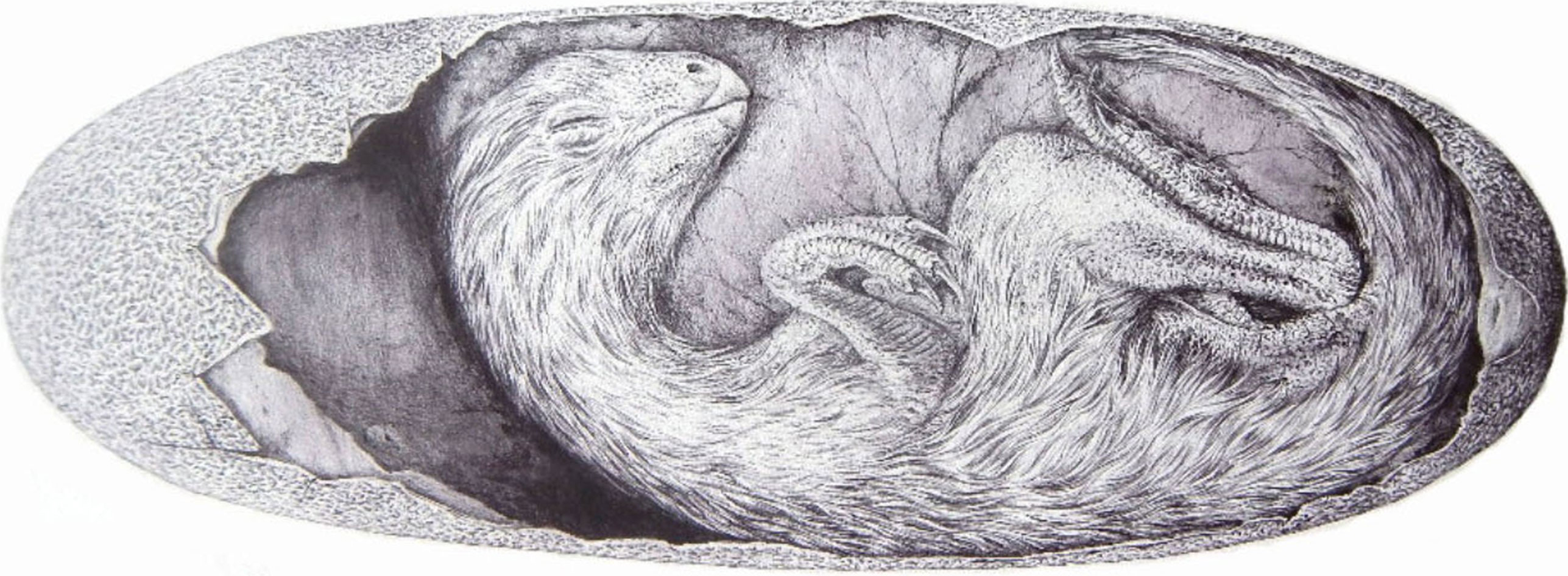
Interpretatie van het skeletje als een embryo

De praemaxilla heeft een verruwing die wijst op een bovenste hoornsnavel. Het bovenkaaksbeen is klein en relatief laag. Het mist tanden of tandkassen. Het bovenkaaksbeen vormt een opvallend beenplateau onder de kleine opening van de fenestra antorbitalis. Deze beenwal loopt naar voren door in een richel op de opgaande tak. Het traanbeen wordt van achteren doorboord door een pneumatische opening. Ook het ectopterygoïde heeft een pneumatische groeve in de bovenzijde. Deze pneumatische kenmerken ontstonden dus al in het ei. De neusbeenderen zijn achteraan vergroeid, tussen de neusgaten.
De tandeloze onderkaak is kort en hoog. De onderkaken zijn vooraan niet vergroeid, zoals bij het volwassen dier vermoedelijk wel het geval was. Er is een groot extern zijvenster aanwezig. Aan de binnenkant eindigt de fossa Meckeliana boven de richel van de onderrand, net als bij de Oviraptoridae. Dit is een basaal kenmerk. Het surangulare heeft geen bovenste uitsteeksel. Het retroarticulair uitsteeksel aan de achterzijde, de aanhechting van musculus depressor mandibulae die de kaak laat zakken, is kort maar duidelijk ontwikkeld.

#### Postcrania
Van de wervels is er maar een dozijn bewaard gebleven. De laatste ruggenwervel heeft een grote pleurocoel, pneumatische opening in de zijkant. Het heiligbeen bestaat vermoedelijk uit zes wervels.
Misschien is er een stuk vorkbeen bewaard. Bij de ellepijp is de processus olecrani zwak ontwikkeld, een kenmerk dat al van andere embryo's van oviraptorosauriërs bekend was.
In het bekken heeft het darmbeen een lengte van zesenzestig millimeter. Het voorblad is anderhalfmaal langer dan het achterblad. De bovenrand is lichtbol. Het achterblad is recht afgesneden. Het voorblad is hoog en afhangend. Er is geen duidelijke antitrochanter als overkapping van het heupgewricht. Het schaambeen steekt wat schuin naar achteren. Beide schaambeenderen naderen elkaar onderaan in beenschorten maar die zijn niet vergroeid, een jeugdig kenmerk.
Het dijbeen is relatief robuust en licht gebogen maar mist de bovenste kraakbeenkap zodat de lengte lastig is vast te stellen; die bedroeg vermoedelijk zevenenhalve centimeter. Net als bij Gigantoraptor ontbreekt een richel tussen de trochanter anterior en de binnenste onderste gewrichtsknobbels. Deze laatste zijn in feite onderaan abrupt afgevlakt, slechts gescheiden door een lichte uitholling, zodat ze nauwelijks knobbelig zijn. Bij het robuuste scheenbeen is de crista cnemialis zwak ontwikkeld en zonder de gebruikelijke bult aan het onderste uiteinde. De buitenste verbreding van het bovenvlak is laag en zwak ontwikkeld maar loopt via een richel naar beneden uit in de crista fibularis. Deze kam is laag maar heeft schuin naar buiten en beneden lopende evenwijdige richels voor de aanhechting van kapsels. Het kuitbeen heeft onder een lichte uitholling een schuin naar voren stekend tuberculum iliofibulare voor de Musculus iliofibularis.

### Eieren

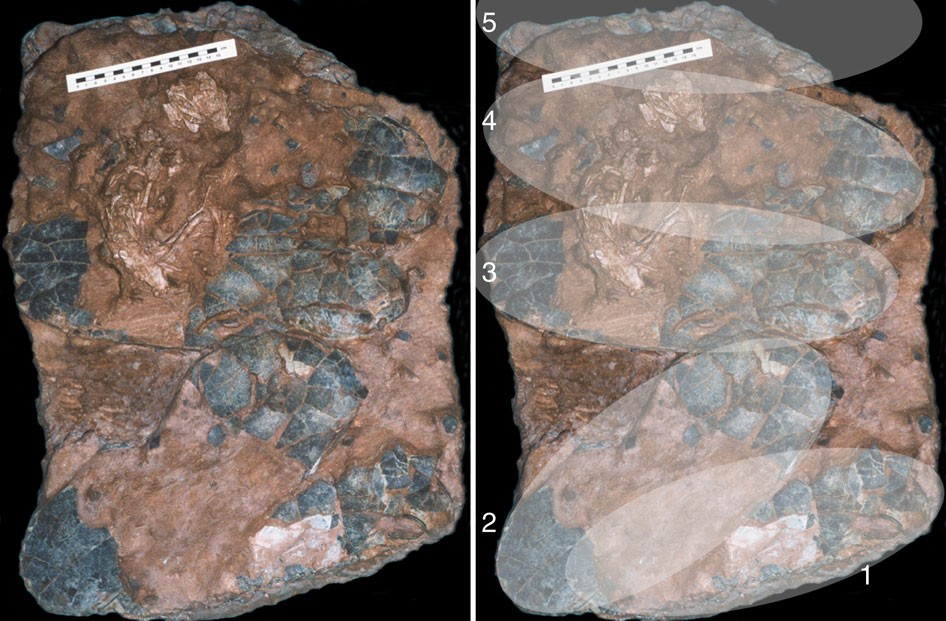
De eieren van het nest

Voor eieren van het type dat in het nest is aangetroffen, werd eerder de oospecies Macroelongatoolithus xixiaensis benoemd. Bij twee van de eieren kan een lengte vastgesteld worden, respectievelijk vijfenveertig en veertig centimeter. Hun dwarsdoorsnede op het breedste punt is vijftien centimeter. De eieren liggen in twee lagen. Hun lengteassen lijken naar één punt te wijzen wat erop duidt dat ze deel waren van een veel groter nest waarvan de eieren in een kring lagen. De punten van eieren zijn tamelijk glad. De zones meer in het midden tonen een structuur van in een rij liggende knobbeltjes. De eierschaal heeft een dikte van 1,7 tot 2,56 millimeter. De schaal heeft twee lagen. Er is een dichtere buitenste laag en een diepere onderste laag met haaks op de wand staande mammillaire structuren, dus met het profiel van hangende borsten. Beide lagen worden gescheiden door een abrupte en golvende grens.
De neststructuur is dezelfde als aangetroffen bij Oviraptoridae, hoewel Beibeilong een lid van de Caenagnathidae is. Dat wijst erop dat zulke nesten bij alle Oviraptorosauria voorkwamen. Kennelijk zat de broedende ouder in het midden, de eieren met de vleugels warm houdend.

## Fylogenie
Beibeilong is binnen de Oviraptorosauria in de Caenagnathidae geplaatst, in een basale positie boven Microvenator en onder Gigantoraptor in de evolutionaire stamboom.